# Eunica irma
Eunica irma är en fjärilsart som beskrevs av Hans Fruhstorfer 1908. Eunica irma ingår i släktet Eunica och familjen praktfjärilar. Inga underarter finns listade i Catalogue of Life.